# فضانوردان (مجموعه تلویزیونی)
فضانوردان یک مجموعه تلویزیونی محصول سال ۱۳۸۵ به کارگردانی سیامک انصاری، نویسندگی پیمان قاسم‌خانی، سیامک انصاری و ارژنگ امیرفضلی و تهیه‌کنندگی محمد ابوالحسنی می‌باشد که از شبکه نمایش خانگی پخش شد. سیامک انصاری، با توجه به حضور تیم ملی ایران در مسابقات جام جهانی ۲۰۰۶ آلمان، این مجموعه هشت قسمتی را ساخت و آن را در شبکه نمایش خانگی توزیع کردند. انصاری تخصص زیادی در کارگردانی و نویسندگی این مجموعه نداشت و برای همین از پیمان قاسم خانی کمک گرفت. و به دلیل حضور قاسم‌خانی و انصاری و برخی بازیگران آثار مهران مدیری، کمدی قابل قبولی از آب درآمد. تنها مشکل این مجموعه، حجم بالای تبلیغات آن بود که تا حدی به محتوایش ضربه می‌زد. یکی از آیتم‌های این مجموعه به دلیل شوخی با علی دایی حاشیه ساز شد.

## بازیگران
- ارژنگ امیرفضلی
- فلامک جنیدی
- سیامک انصاری
- سحر جعفری جوزانی
- شقایق دهقان
- نادر سلیمانی
- رضا شفیعی‌جم
- محمدرضا هدایتی
- نصرالله رادش
- هادی کاظمی
- امیر جعفری
- محمد شیری
- حمید کاشانی

## نویسندگان
- ارژنگ امیرفضلی (قسمت اول)
- پیمان قاسم خانی (قسمت‌های دوم، سوم، چهارم و ششم)
- سیامک انصاری (قسمت‌های پنجم، هفتم و هشتم)